# Region Taxis Bohemia
Region Taxis Bohemia je dobrovolný svazek obcí podle zákona v okresu Mladá Boleslav a okresu Nymburk, jeho sídlem je Loučeň a jeho cílem je celkový rozvoj regionu. Sdružuje celkem 24 obcí a byl založen v roce 2006.

## Obce sdružené v mikroregionu
- Bobnice
- Čachovice
- Hrubý Jeseník
- Jabkenice
- Jíkev
- Jizbice
- Košík
- Kouty
- Krchleby
- Křinec
- Lipník
- Loučeň
- Luštěnice
- Mcely
- Netřebice
- Nový Dvůr
- Oskořínek
- Rožďalovice
- Seletice
- Smilovice
- Úmyslovice
- Vestec
- Vlkava
- Všejany